# 蘇哲賢

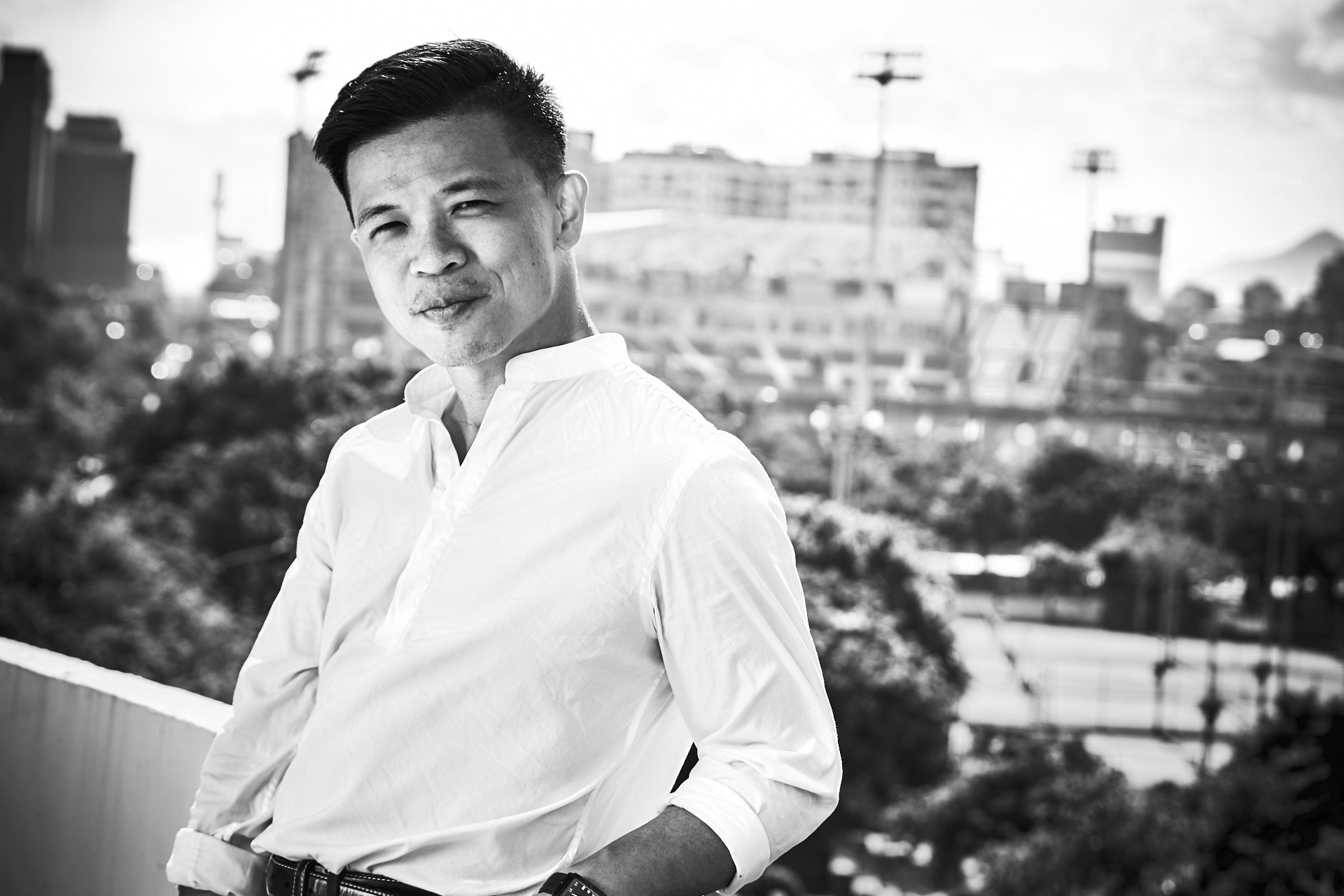
導演 蘇哲賢

蘇哲賢（1982年—），臺北人。台灣導演，首部電影作品《街舞狂潮》獲得第47屆金馬獎最佳紀錄片，該片同時獲得2010金馬獎最佳剪輯提名。
蘇哲賢在海峽兩岸從事廣告拍攝，多為明星代言品牌，包括黃渤、楊洋、楊穎、張靚穎、李宇春、林依晨等人；知名品牌廣告則有中國可口可樂、愛奇藝、ASUS、P&G、聯合利華、中國一汽、Blackberry、Milo等。
他亦擅長劇情片故事寫作開發。曾開發《河畔上的黑色鬱金香》及《婚戰》等電影故事，入選上海國際電影節電影創投項目、龍躍中歐電影項目實驗室等競賽。

## 簡歷

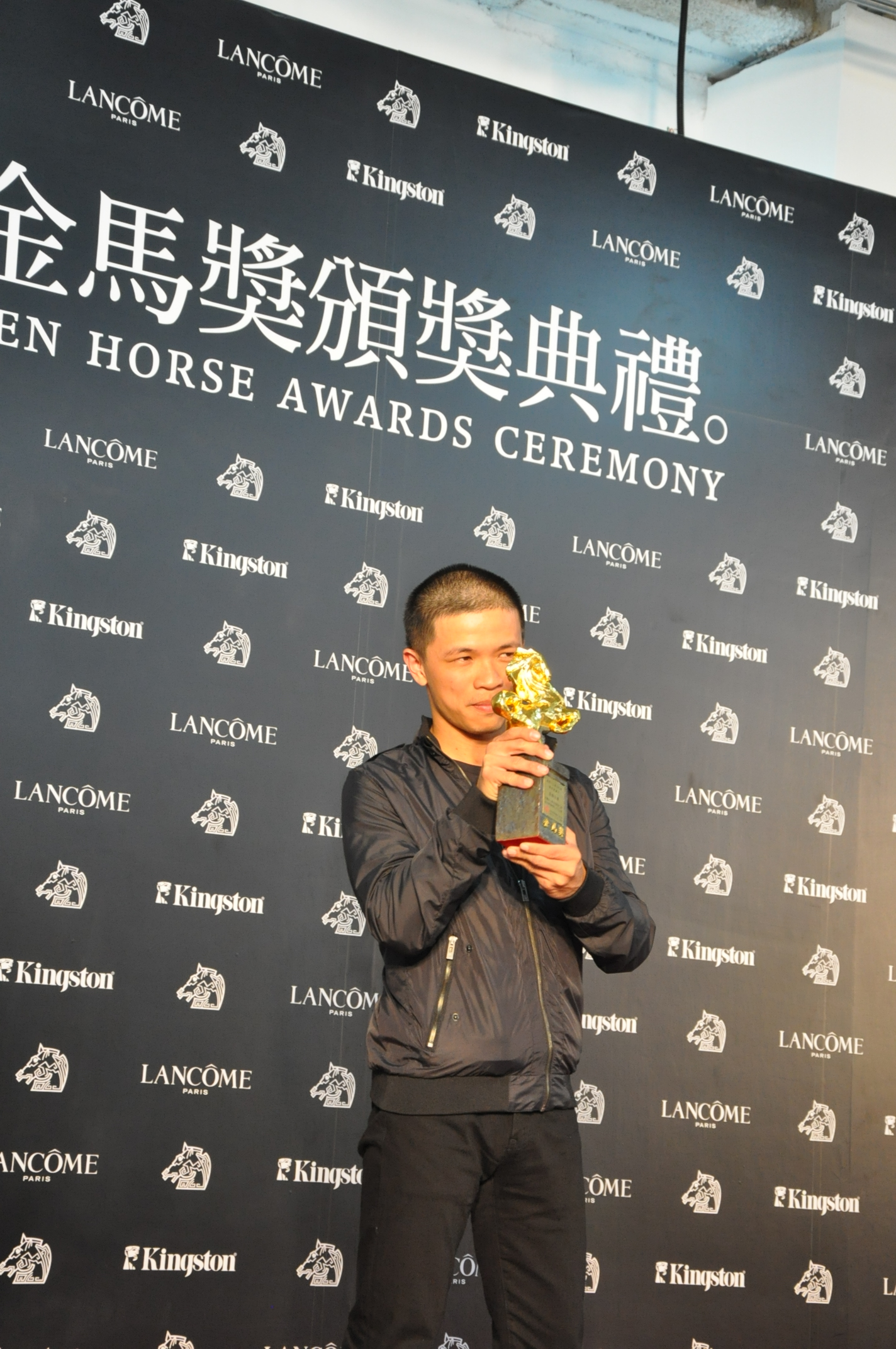
第47屆金馬獎

蘇哲賢於1982年出生於臺北，台灣藝術大學應用媒體藝術研究所藝術碩士。2010年，導演首部電影作品《街舞狂潮》，獲第47屆金馬獎最佳紀錄片。該片並於台灣（2010年）及香港（2011年）兩地電影院線發行。蘇哲賢也是金馬獎該獎項最年輕的得獎導演。
2013年旅居北京期間創作北京搖滾紀錄短片《Last Rockers》：採集 WHAI、刺蝟、山人等樂隊。2014年創作劇情短片《八月漫遊》以中國詩人北島作品為靈感，創作跨越台北與北京兩地的前衛作品，並為該年台灣新北市國際電影節開幕的導演專題放映。
2015年監製中國廣告創意紀錄長片《商業創意在中國》，並於「2015中國上海金投賞廣告獎」開幕進行發布。同年與法國ACD藝術家合作，進行台北公共藝術作品Doors，為其中時間的旅程系列之一。2016年完成第二部紀錄長片《進擊之路》並於台灣院線發行。
2017年獲國家文化藝術基金會資助於巴黎、柏林進行電影劇本寫作，完成旅德台灣編舞家林美虹紀錄片《新娘妝》。同年擔任台北表演藝術中心之舞蹈影像工作坊導師除編劇與導演工作之外，以平面攝影作為媒材進行創作。完成台灣詩人陳育虹短片《不忘記》，並籌備ELLA主演青春校園電影《超級碼力》、中法合製文藝片《剪愛》。
2018年，在紀錄片《給香港的一封情書》擔任監製。過往旅居北京（2011-2014年），現在正積極籌備劇情長片。

## 藝術風格
作品風格原為細膩人文，歷經大陸與海外生活經驗後，轉為直接厚重的氣息，並且逐漸具有現代主義電影的傾向，探索電影語言。

## 導演作品

### 長片
- 街舞狂潮（2010）
- 八月漫遊（2014）
- 進擊之路（2016）
- 野夏天（2022）

### 短片
- 九發子彈（2020）

## 奬項
| 年份   | 頒獎典禮     | 獎項       | 名字         | 結果 |
| 2010年 | 第47屆金馬獎 | 最佳紀錄片 | 《街舞狂潮》 | 獲獎 |

## 照片集

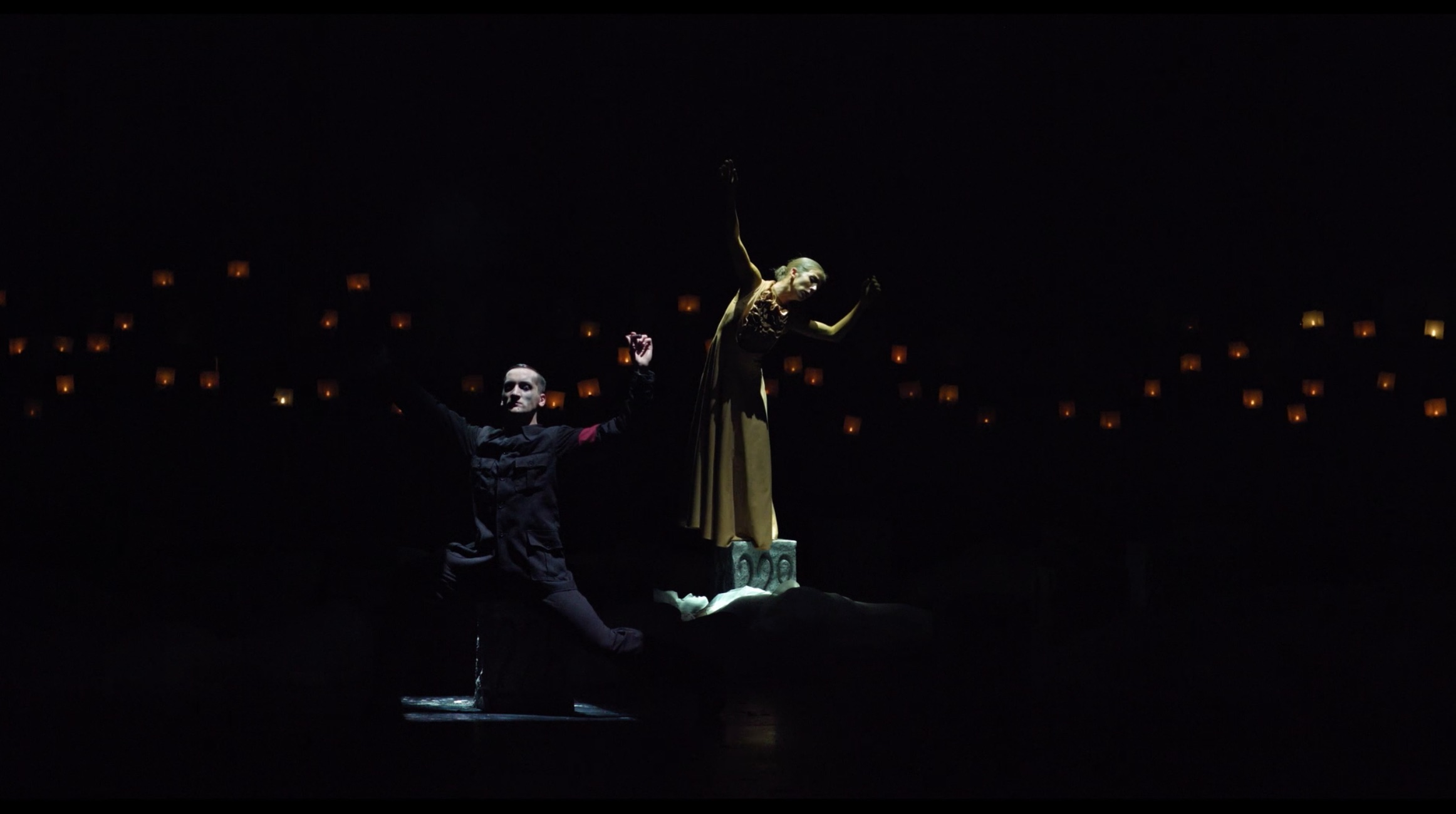
紀錄片劇照
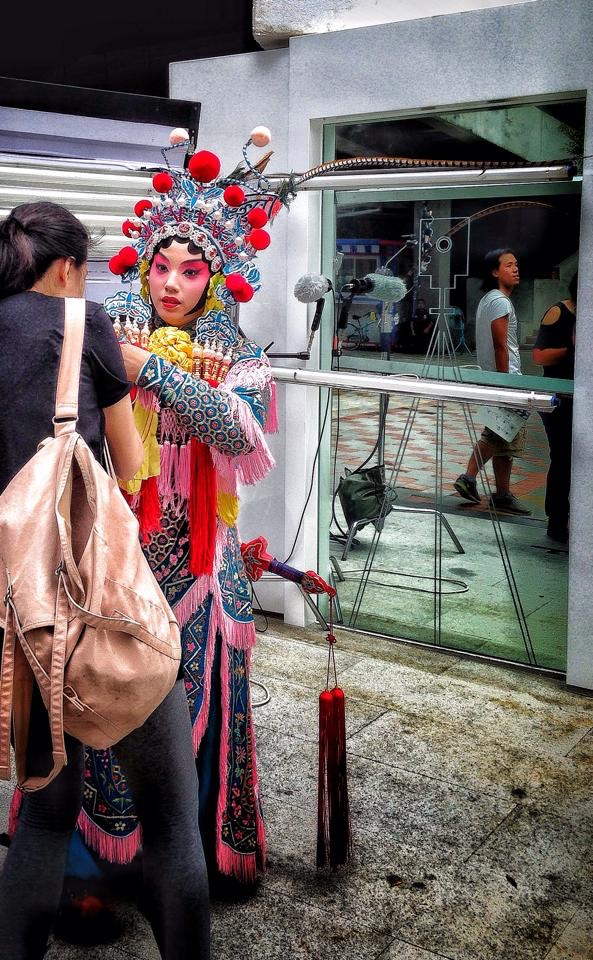
Video Arts : Doors
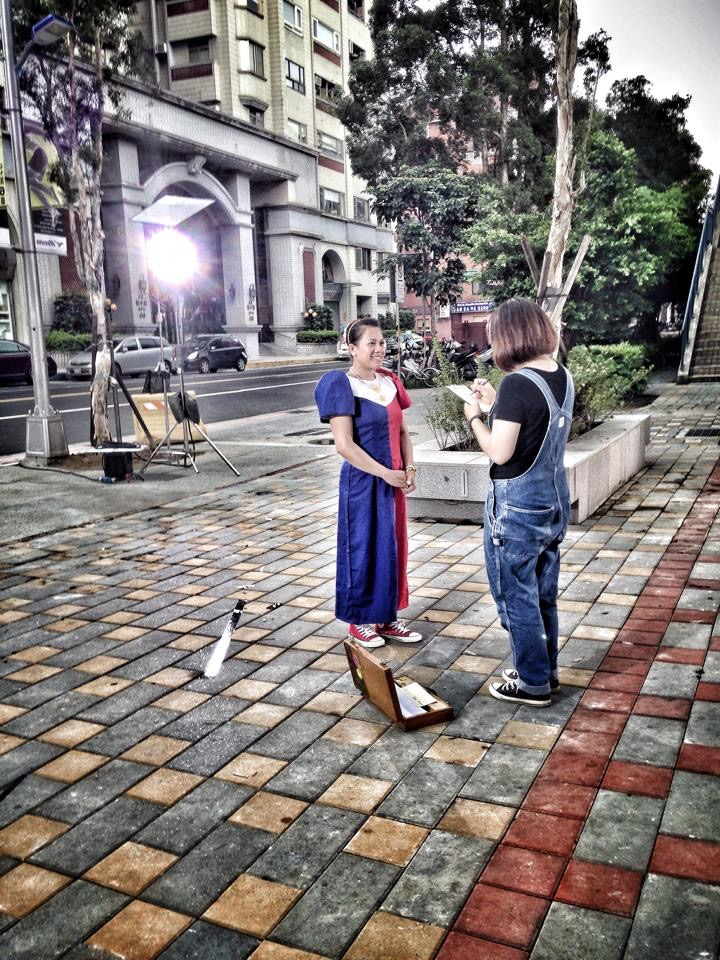
Doors
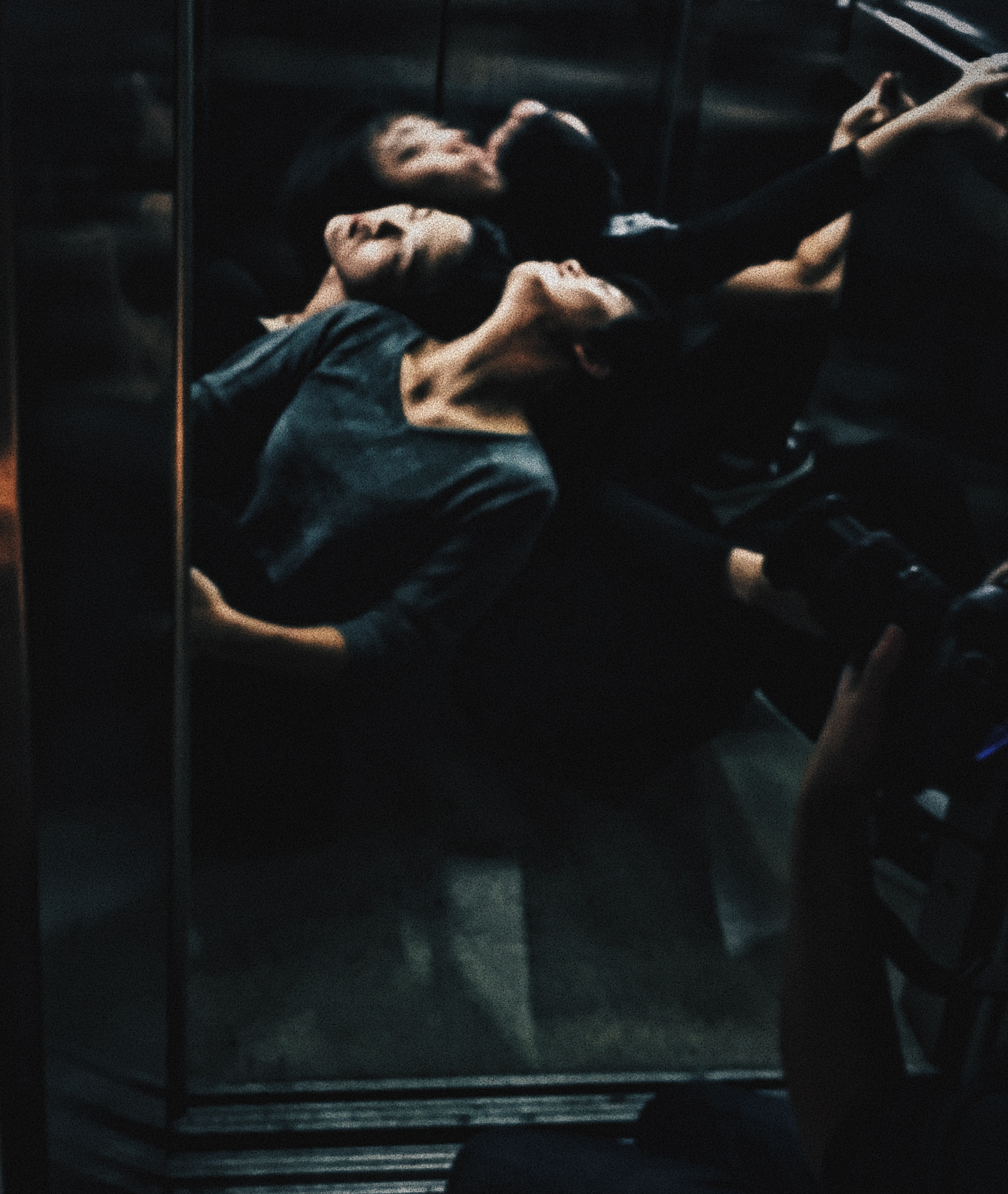
台北表演藝術中心 舞蹈影像工作坊